# Невшехир (вилает)
Невшехир (на турски: Nevşehir) е вилает в Централна Турция. Административен център на вилаета е едноименният град Невшехир.
Вилает Невшехир е с население от 310 344 жители (оценка от 2006 г.) и обща площ от 5467 кв. км. Вилает Невшехир е разделен на 8 общини.

## Население
Численост на населението според преброяванията през годините:
| Година | Численост |
| 1990   | 289 509   |
| 2000   | 309 914   |
| 2011   | 284 150   |